# Ruby Fox
Ruby Fox (n. 11 august 1945, Los Angeles, California, SUA) este o trăgătoare de tir ce a reprezentat Statele Unite ale Americii, medaliată olimpică. A participat la 2 ediții ale Jocurilor Olimpice (1984, 1988) în care a câștigat o medalie de argint.